# Veletok
Veletok je termín označující velkou řeku (v kontinentálním měřítku), zaústěnou přímo do moře, tj. I. řádu podle Graveliovy klasifikace vodních toků. Kritériem zařazení řeky mezi veletoky může být délka toku a velikost povodí, limitní hodnoty však záleží na konvenci. Podle německého úzu je veletokem řeka dlouhá nejméně 500 km s povodím nejméně 100 000 km² (z řek protékajících Českem toto splňují Labe a Odra), ale například maďarský zeměpis považuje za veletok (maď. folyam) teprve řeku delší 1000 km a s povodím nad 150 000 km² (čehož už nedosahuje žádná řeka v Česku – Labe má povodí o něco málo pod limitem).
Mnohé jazyky zvláštní výraz ekvivalentní pojmu "veletok" nemají, a nijak jej tedy ani nevymezují. Podobný význam má např. v angličtině výraz „main stem“, což ale znamená hlavní (zpravidla nejdelší) tok v rámci povodí (I. řádu), v zásadě bez ohledu na jeho velikost.
Zvolení pouhých dvou kritérií délky toku a plochy povodí také nezohledňuje další podstatný atribut řeky, což je průtok. Pak se mezi veletoky mohou řadit dlouhé řeky s rozsáhlým povodím v suchých oblastech, jako např. africké řeky Kunene nebo Džuba, zatímco řádově mohutnější, ale mnohem kratší řeky vlhkých oblastí definici nesplní.

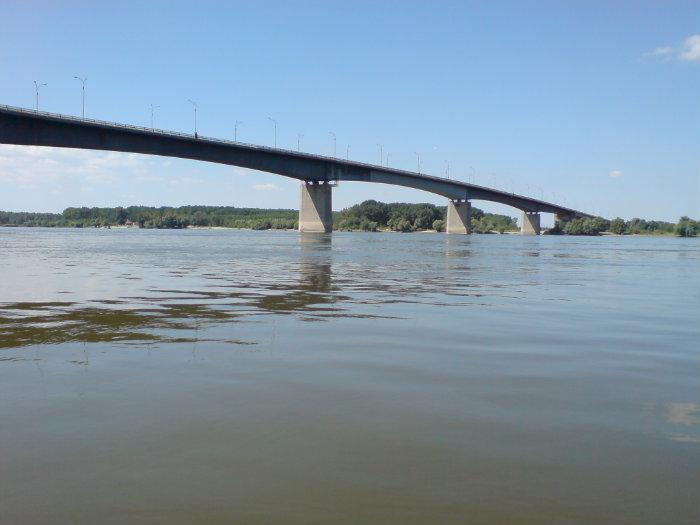
Dunaj v Giurgeni, Rumunsko

## Evropské veletoky
Podle uvedené definice z českých zdrojů patří v Evropě mezi veletoky tyto řeky:
Úmoří Atlantiku
- Labe
- Loira
- Něva (–Volchov–Lovať)  ()
- Odra
- Rýn
- Visla

z toho Černé moře
- Dněpr
- Don
- Dunaj

Úmoří Severního ledového oceánu
- Pečora
- Severní Dvina

Úmoří Kaspického moře (bezodtoké)
- Ural
- Volha

Další řeky I. řádu splňující kritérium délky (>500 km), ale nikoliv povodí:
- Daugava, Dněstr, Douro, Ebro, Jižní Bug, Máza (pokud se nebere za přítok Rýna), Mezeň, Narva (–Velikaja), Němen, Pád, Rhôna, Seina, Tajo, Torne